# 太田貞昌
太田 貞昌（おおた さだまさ、1889年（明治22年）11月27日 - 1957年（昭和32年）7月10日）は、大日本帝国陸軍軍人。最終階級は陸軍中将。功四級

## 経歴
1889年（明治22年）に東京府にで生まれた。陸軍士官学校第23期卒業。1937年（昭和12年）9月15日に歩兵第36連隊補充隊長に就任し、11月1日に陸軍歩兵大佐に進級した。1938年（昭和13年）7月に歩兵第36連隊長（第11軍・第9師団・歩兵第18旅団）となり、日中戦争に出動。武漢作戦では瑞昌を抜き、岳陽楼に日章旗を掲揚する武勲を立てた。1940年（昭和15年）8月1日に大阪連隊区司令官に転じ、12月2日に陸軍少将に進級した。
1942年（昭和17年）4月に歩兵第58旅団長（第11軍・第68師団）に就任し、中国戦線に復帰。九江に駐屯し、警備に任じた。1944年（昭和19年）10月26日に陸軍中将に進級し、中部軍司令部附を経て、11月22日に留守第19師団長に就任した。1945年（昭和20年）2月20日には朝鮮で編成された第79師団長（関東軍・第1方面軍・第3軍）に親補され、ソ連侵攻による戦闘中に終戦を迎えた。
1948年（昭和23年）1月31日、公職追放仮指定を受けた。